# Raimond V. z Toulouse
Raimond V. z Toulouse (okcitánsky Ramon V de Tolosa, francouzsky Raymond V de Toulouse, 1134 – prosinec 1194 Nîmes) byl hrabě z Toulouse, Saint-Gilles, Rouergue a markýz provensálský.

## Život
Byl synem Alfonse Jordana z Toulouse a svého otce doprovázel při křížové výpravě do Svaté země. V dubnu 1148 připluli do Akkonu a otec jej ponechal v péči templářského řádu v Jeruzalémě, zřejmě, aby se Raimond pocvičil v bojovém umění, a sám se vydal do válečné vřavy. Hrabě Alfons náhle zemřel, aniž by se dostal na bitevní pole, pravděpodobně 15. dubna v Caesareji a jeho smrt byla doprovázena zvěstí o otravě. Čtrnáctiletý Raimond podědil otcova panství a rychle se vracel zpět na kontinent.
Roku 1154 se oženil s Konstancií, bezdětnou vdovou po Eustachovi z Boulogne a sestrou francouzského krále Ludvíka VII., kterému následně složil lenní hold a uznal jej svým panovníkem. Roku 1159 musel čelit snaze Jindřicha Plantageneta, který toužil z titulu akvitánského vévody uplatnit nárok na hrabství Toulouse a to za podpory aragonského vládce Ramona Berenguera. Vojenské převaze Raimondových protivníků učinila přítrž intervence švagra Ludvíka VII.,  který sám obsadil Toulouse a Plantagenet, nechtěje obléhat svého lenního pána, i s vojskem odtáhl. Roku 1173 Raimond, který mezitím zapudil svou choť, přešel na stranu Plantagenetů a pokračoval ve sporu s Aragonií.
Raimond byl dle kroniky Gervaise z Canterbury roku 1178 autorem dopisu cisterciácké generální kapitule, v němž upozorňuje na "mor bezvěrectví" a jeho rozšiřování na svých panstvích, kde kataři plení "vinice, které vysázela pravice Nejvyššího" a žádá cisterciáky o zákrok a také o podporu francouzského krále. Slibuje, že podpoří vojenskou výpravu, otevře městské brány a "ukáže kacíře". Na jeho popud byl na jih vyslán papežský legát Petr ze San Crisogono a Jindřich z Marcy, opat z Clairvaux s vojenským oddílem a začali s kázáním a vyšetřováním heretiků. Zdá se, že počínání hraběte bylo motivováno snahou získat kontrolu nad příliš ambiciózními měšťany v Toulouse a také nenávistí proti Rogerovi Trencavelovi. Mise dokázal velmi dobře využít a díky vyšetřování a následnému obrácení několika měšťanů na víru pravou rozprášit příliš uvědomělé poddané.
Zemřel v prosinci 1194 v Nîmes a byl pohřben v místní katedrále.